# Saint-Alban-de-Roche
Saint-Alban-de-Roche è un comune francese di 1 861 abitanti situato nel dipartimento dell'Isère della regione dell'Alvernia-Rodano-Alpi.

## Società

### Evoluzione demografica
Abitanti censiti